# Ngucat
Ngucat / Guncat (cyr. Гунцат) – wieś w Kosowie, w regionie Prizren, w gminie Malishevë/Mališevo. W 2011 roku liczyła 1639 mieszkańców. 